# 穆里豪峰
穆里豪峰（英語：Murihau Peak），是南極洲的山峰，位於維多利亞地的斯科特海岸，屬於皇家學會嶺的一部分，海拔高度2,026米，在1994年由新西蘭地理委員會命名，現時由南極條約體系管理。